# Columbia (Tennessee)
Columbia ist eine City im US-amerikanischen Bundesstaat Tennessee und Verwaltungssitz (County Seat) des Maury County. Das U.S. Census Bureau hat bei der Volkszählung 2020 eine Einwohnerzahl von 41.690 ermittelt. Die Stadt ist Teil der Metropolregion Nashville.
Als selbsternannte „Maultierhauptstadt der Welt“ feiert Columbia jedes Jahr im April den von der Stadt ausgerufenen Maultiertag (Mule Day). 

## Geografie
Die Stadt entwickelte sich entlang der Ufer des Duck River am südlichen Rand des Nashville-Beckens; die höher gelegenen Höhenrücken des Highland Rim befinden sich südlich und westlich der Stadt. Der Duck River ist der längste Fluss, der vollständig im Bundesstaat Tennessee liegt. Der Duck River, der auf dem größten Teil seiner Länge frei fließt, gehört zu den biologisch vielfältigsten Flüssen Nordamerikas. 
Das Klima in diesem Gebiet ist durch heiße, feuchte Sommer und allgemein milde bis kühle Winter gekennzeichnet. Nach dem Klimaklassifikationssystem von Köppen und Geiger hat Columbia ein feuchtes subtropisches Klima.

## Geschichte
Ein Jahr nach der Organisation von Maury County im Jahr 1807 durch europäische Amerikaner wurde Columbia 1808 angelegt und Grundstücke wurden verkauft. Die ursprüngliche Stadt, am Südufer des Duck River, bestand aus vier Blöcken. Der Ort wurde 1817 zur Stadt erhoben.
Während der ersten Hälfte des 19. Jahrhunderts war das Maury County aufgrund seiner landwirtschaftlichen Produktion das reichste County des Staates. Die Plantagenbesitzer der Gegend setzten versklavte Afroamerikaner als Arbeiter ein, um Tabak und Hanf anzubauen und zu verarbeiten. Sie züchteten auch Vieh. Viele Plantagenbesitzer züchteten und trainierten auch Vollblut-Rennpferde und brachten diesen Brauch aus der Bluegrass Region im Zentrum Kentuckys mit.
Während der Reconstruction hatte der Staat Tennessee ein gleichberechtigtes Wahlrecht. Doch im späten 19. Jahrhundert erließ die von Weißen dominierte, konservative demokratische Legislative des Staates Gesetze, um Afroamerikaner zu entrechten, indem sie die Hürden für die Wählerregistrierung erhöhten. Dieser politische Ausschluss setzte sich bis weit ins 20. Jahrhundert hinein fort und wirkte sich jahrzehntelang negativ auf die Rassenbeziehungen in Columbia und Maury County sowie in anderen Teilen des Staates aus. Bis weit ins 20. Jahrhundert fanden in Columbia Lynchmorde statt. 1933 wurde Cordie Cheek, ein 19-jähriger Schwarzer, fälschlicherweise beschuldigt, ein weißes Mädchen vergewaltigt zu haben. Nachdem eine Grand Jury es abgelehnt hatte, ihn anzuklagen, wurde er von weißen Männern, darunter auch Gesetzeshüter, aus Nashville entführt und zurück nach Columbia gebracht. Dort wurde er von einem weißen Mob kastriert und gelyncht.
Während des Zweiten Weltkriegs expandierten der Phosphatabbau und die chemische Industrie in Columbia, um die Kriegsanstrengungen zu unterstützen. Bei der Volkszählung von 1940 betrug die Gesamtbevölkerung der Stadt 10.579; mehr als 3.000 davon waren Afroamerikaner. Nach dem Krieg waren die Chemiewerke ein Schauplatz von Arbeitsunruhen zwischen weißen und schwarzen Arbeitern, sowohl was den Wettbewerb um Arbeit als auch die Bemühungen um gewerkschaftliche Organisierung betraf. Veteranen versuchten, wieder in die Wirtschaft einzusteigen, und schwarze Veteranen wehrten sich dagegen, nach dem Krieg in den Status der zweiten Klasse zurückgedrängt zu werden. In der Nachkriegszeit wurden schwarze Veteranen oft zu Anführern in der wachsenden Kampagne für Bürgerrechte während der 1950er und 1960er Jahre im ganzen Bundesstaat.
Im Februar 1946 kam es in der Stadt zu Unruhen, nachdem ein schwarzer Navy-Veteran einen weißen Reparaturlehrling verletzt hatte.
Am 26. Juni 1977 starben 42 Menschen, darunter 34 Häftlinge, bei einem Brand im Maury County Jail. Die Rettungsmaßnahmen wurden dadurch erschwert, dass für jede Zelle ein eigener Schlüssel benötigt wurde und der Dispatcher Schwierigkeiten gehabt haben soll, die Schlüssel zu finden. Das Feuer wurde Berichten zufolge von einem jugendlichen Gefängnisinsassen absichtlich gelegt.

## Demografie
Nach einer Schätzung von 2019 leben in Columbia 40.335 Menschen. Die Bevölkerung teilte sich im selben Jahr auf in 75,7 % Weiße, 18,5 % Afroamerikaner, 0,2 % amerikanische Ureinwohner, 0,4 % Asiaten und 4,0 % mit zwei oder mehr Ethnizitäten. Hispanics oder Latinos aller Ethnien machten 9,2 % der Bevölkerung von Columbia aus. Das mittlere Haushaltseinkommen lag bei 49.284 US-Dollar und die Armutsquote bei 13,9 %.
| Jahr | Einwohner Volkszählungsergebnisse |
| ---- | --------------------------------- |
| 1940 | 10.579                            |
| 1950 | 10.911                            |
| 1960 | 17.624                            |
| 1970 | 21.471                            |
| 1980 | 26.571                            |
| 1990 | 28.583                            |
| 2000 | 33.055                            |
| 2010 | 34.681                            |
| 2020 | 41.690                            |

## Sehenswürdigkeiten
Heute ist das County aufgrund seiner zahlreichen historischen Stätten ein Ziel für den Kulturtourismus. Zu den Attraktionen gehören das Haus von James K. Polk House, in dem der 11. Präsident der Vereinigten Staaten James K. Polk lebte, das Columbia Athenaeum, der Mule Day und die nahegelegenen Plantagenhäuser und Anwesen. Die Stadt ist auch für seine Häuser im Antebellum-Architekturstil bekannt.

## Verkehr
Columbia ist Endpunkt der nur im Güterverkehr genutzten Bahnstrecke Brentwood–Columbia (Nashville Subdivision) der CSX Transportation. Ebenfalls nur für den Frachttransport genutzte Bahnstrecken der Tennessee Southern Railroad (TSR) der Patriot-Rail-Gruppe führen von Columbia nach Pulaski und Florence. Der Übergang zwischen CSX und TSR erfolgt im Ortsteil Natco im Norden von Columbia.

## Persönlichkeiten
- Shaq Mason (* 1993), American-Football-Spieler